# Prefettura di Fukushima
Fukushima (福島県?, Fukushima-ken) è una prefettura giapponese di circa 1,85 milioni di abitanti, con capoluogo nell'omonima città di Fukushima. Si trova nella regione di Tohoku, sull'isola di Honshū.

## Storia
Fino alla Restaurazione Meiji l'area della prefettura di Fukushima era nota come Provincia di Mutsu. Le fortificazioni di Shirakawa e di Makoso vennero costruite attorno al V secolo per proteggere il "Giappone civilizzato" dai "barbari" del nord. Dopo la riforma Taika, Fukushima divenne parte della provincia di Mutsu nel 646. Nel 718 furono create le province di Iwase e di Iwaki, ma tornarono nuovamente sotto Mutsu nel 722 e nel 724. Nel 1293 la provincia di Fukushima venne conquistata dal principe Subaru, e oggi ora la regione è nota anche come Michinoku e Ōshū.
L'11 marzo 2011 la prefettura è stata fortemente coinvolta nei fatti collegati con il Terremoto del Tohoku del 2011, ed è diventata tristemente nota per l'incidente nucleare di Fukushima Dai-ichi.

## Geografia fisica
Fukushima è la prefettura più a sud della regione del Tōhoku, e quindi vicina a Tokyo. Le montagne presenti all'interno la dividono in tre aree principali, denominate Aizu, caratterizzata dai laghi montani rigogliose foreste e inverni nevosi, Nakadōri, il cuore agricolo della regione, e Hamadōri, la regione lungo l'Oceano Pacifico. La prefettura di Fukushima è situata tra il 139º e il 141º di longitudine est e il 37° - 38° gradi di latitudine nord e si trova all'incirca alla stessa altezza della Grecia e della Sicilia.

### Città
- Aizuwakamatsu
- Date
- Fukushima (Capoluogo)
- Iwaki
- Kitakata
- Kōriyama (maggiore centro economico)
- Minamisōma
- Motomiya
- Nihonmatsu
- Shirakawa
- Sōma
- Sukagawa
- Tamura

## Economia

### Turismo
Aizuwakamatsu fu il luogo di un'importante battaglia durante la guerra Boshin, in cui 19 membri del Byakkotai eseguirono il rito del seppuku. Le loro tombe presso il monte Iimori sono un'importante destinazione di pellegrinaggio.
Kitakata è famosa per il ramen tipico, nonché diversi magazzini tradizionali ben conservati.
A Ouchijuku si trovano alcuni edifici del periodo Edo, mentre il Monte Bandai fa parte del Parco nazionale Bandai-Asahi. Durante la sua ultima eruzione, nel 1888, il vulcano creò diversi quartieri e nuovi laghi, fra cui i "Laghi dei 5 colori" (Goshiki-numa).